# TSV Kareth-Lappersdorf
Der Turn- und Sportverein Kareth-Lappersdorf (kurz TSV Kareth-Lappersdorf) ist ein 1927 gegründeter deutscher Sportverein mit Sitz in Lappersdorf im Landkreis Regensburg.
Die erste gegründete Abteilung war damals die Abteilung Fußball. heute werden 18 verschiedene Sportarten angeboten, von Fußball über Tennis, Herzsport und Boogie -Woogie bis zu Ultimate Frisbee, die auch die jüngste Abteilung ist. Vorsitzender ist Markus Brunnbauer, sein Stellvertreter ist Christoph Peters. Geschäftsführer ist Jan Kirchberger. Die Vereinsfarben sind Lila-Weiß. 
Am erfolgreichsten ist die Ultimate-Frisbee-Gruppe des Vereins. So spielt die Herrenmannschaft seit 2019 in der 1. Liga, die Damenmannschaft erreichte in der 3. Liga den 4. Platz.
Regional bekannt ist auch die 1. Mannschaft im Fußball. Die Herren spielen in der Landesliga (6. Liga).